# Марко Касаґранде
Марко Касаґранде, (англ. Marco Casagrande), народ. 7 травня 1971 року) — фінський архітектор, художник середовищної архітектури, теоретик архітектури, письменник та професор архітектури. Закінчив Гельсінкський технологічний університет, факультет архітектури (2001 рік).

## Раннє життя
Касаґранде народився в Турку , Фінляндія, в заможній Фіно-італійській католицькій родині. Провів своє дитинство в Уліторніо в Фінській Лапландії, в школі навчався в Карья, невеликому селищі на Півдні Фінляндії, після чого переїхав до Гельсінкі для навчання архітектурі.

## Найманець і письменник
Після служби в фінській армії в 1993 році, Касаґранде служив добровольцем в боснійсько-хорватські оборонних силах.